# Магнус Карлсен
Свен Магнус Еєн Карлсен (норв. Sven Magnus Øen Carlsen; нар. 30 листопада 1990, Тенсберг, Норвегія) — норвезький шаховий гросмейстер. 16-й чемпіон світу з класичних шахів (2013—2023, п'ять перемог у матчах за звання). Перестав брати участь у захисті титулу через відсутність мотивації. Беззмінно посідає перше місце у рейтингу ФІДЕ з 1 липня 2011 року. Також він є п'ятиразовим чемпіоном світу з швидких шахів та восьмиразовим чемпіоном світу з бліцу.
Карлсен був шаховим вундеркіндом, став гросмейстером 26 квітня 2004 року у віці 13 років, 4 місяці і 27 днів (третій наймолодший гросмейстер в історії). У 15 років він переміг на чемпіонаті Норвегії зі шахів, у 17 фінішував у найвищій групі Корус-турніру. Уперше очолив Рейтинг ФІДЕ у 19, є наймолодшим за історію, хто зробив це.
2013 року став чемпіоном світу, перемігши Вішванатана Ананда. Наступного року Карлсен захистив титул проти індійця і здобув титули чемпіона світу зі швидких шахів і бліцу, ставши першим, хто об'єднав три титули (2019 року повторив такий результат). Захистив титул чемпіона світу у 2016 (проти Карякіна), 2018 (Каруана) та 2021 (Непомнящий) роках.

## Біографія
Карлсен народився 30 листопада 1990 року у місті Тенсберг на південному сході Норвегії. Його мати, Сігрун Еен, за фахом хімік. Батько, Генрік Альберт Карлсен, за фахом консультант з інформаційних технологій. Ще дитям Магнус проявив хист до головоломок: у віці двох років він складав пазли із 50 фрагментів; у віці чотирьох років він любив складати конструктори Lego призначені для дітей 10—14 років.
Батько Магнуса, вправний шахіст-аматор, навчив сина грати в шахи, коли тому було п'ять років. Спочатку Магнус не проявив особливого зацікавлення до гри, однак він мав трьох сестер, і зайнявся шахами через бажання перемогти на дошці свою старшу сестру.
Першою книжкою з шахів, яку прочитав Карлсен, стала «Знайди план» Бента Ларсена, а його першою книгою із шахових дебютів стала «Сицилійський захист. Варіант дракона» Едуарда Гуфельда. Карлсен зіграв свій перший турнір у вісім років і навчався у Норвезькій Спортивній Гімназії, якою керував найкращий тоді шахіст країни гросмейстер Сімен Агдестейн. Агдестейн тоді призначив тренером Магнуса Торборна Рінгдала-Хансена і вони мали одну навчальну сесію щотижня, разом із одним із близьких друзів Магнуса. Молодий міжнародний майстер отримав звільнення зі школи, щоб брати участь у міжнародних шахових турнірах протягом осені 2003 року. У цьому році він став бронзовим призером чемпіонату Європи серед юніорів до 12 років.
У 2009 році став чемпіоном світу з бліцу.
На початку листопада 2010 року Магнус Карлсен у листі, адресованому президенту Міжнародної шахової федерації (FIDE) Кірсану Ілюмжинову, повідомив про рішення відмовитися від участі в розіграші титулу чемпіона світу.
Пояснюючи, чому він вирішив не боротися за чемпіонське звання, Карлсен заявив, що «після тривалого аналізу» прийшов до висновку, що нинішня система його розіграшу є недостатньо «сучасною та справедливою», і вказав на кілька недоліків: надмірна тривалість (чемпіонський цикл розтягнутий на 5 років — з 2008 до 2012), внесення змін до його регламенту вже після старту розіграшу, «заплутані» критерії обчислення рейтингу, а також формат самого кандидатського турніру, який передбачає виступ у трьох поспіль матчах, що не дає змоги для підготовки до найважливіших поєдинків і збереження оптимальної форми в процесі боротьби за титул.
Окремо Магнус Карлсен згадав про наданий володареві титулу привілей без відбору брати участь у черговому матчі за нього. На думку норвежця, це є зайвим: «Це так якщо б переможець чемпіонату світу з футболу 2010 року автоматично кваліфікувався у фінал чемпіонату світу 2014-го». Карлсен написав, що в майбутньому в основі моделі розіграшу чемпіонського титулу повинна знаходитися «справедлива боротьба між найкращими шахістами світу» без будь-яких привілеїв одному з них. Зокрема, як варіант він зазначив уже двічі проведені ФІДЕ — в 2005 і 2007 роках — чемпіонські турніри.
У рейтингу ФІДЕ на січень 2013 року Магнус Карлсен став володарем найвищого рейтингу в історії (не враховуючи інфляції), на 10 очок перевершивши рекорд Гаррі Каспарова 1999 року.
Карлсен живе в Ломмедалені біля столиці Норвегії Осло.

### 2013

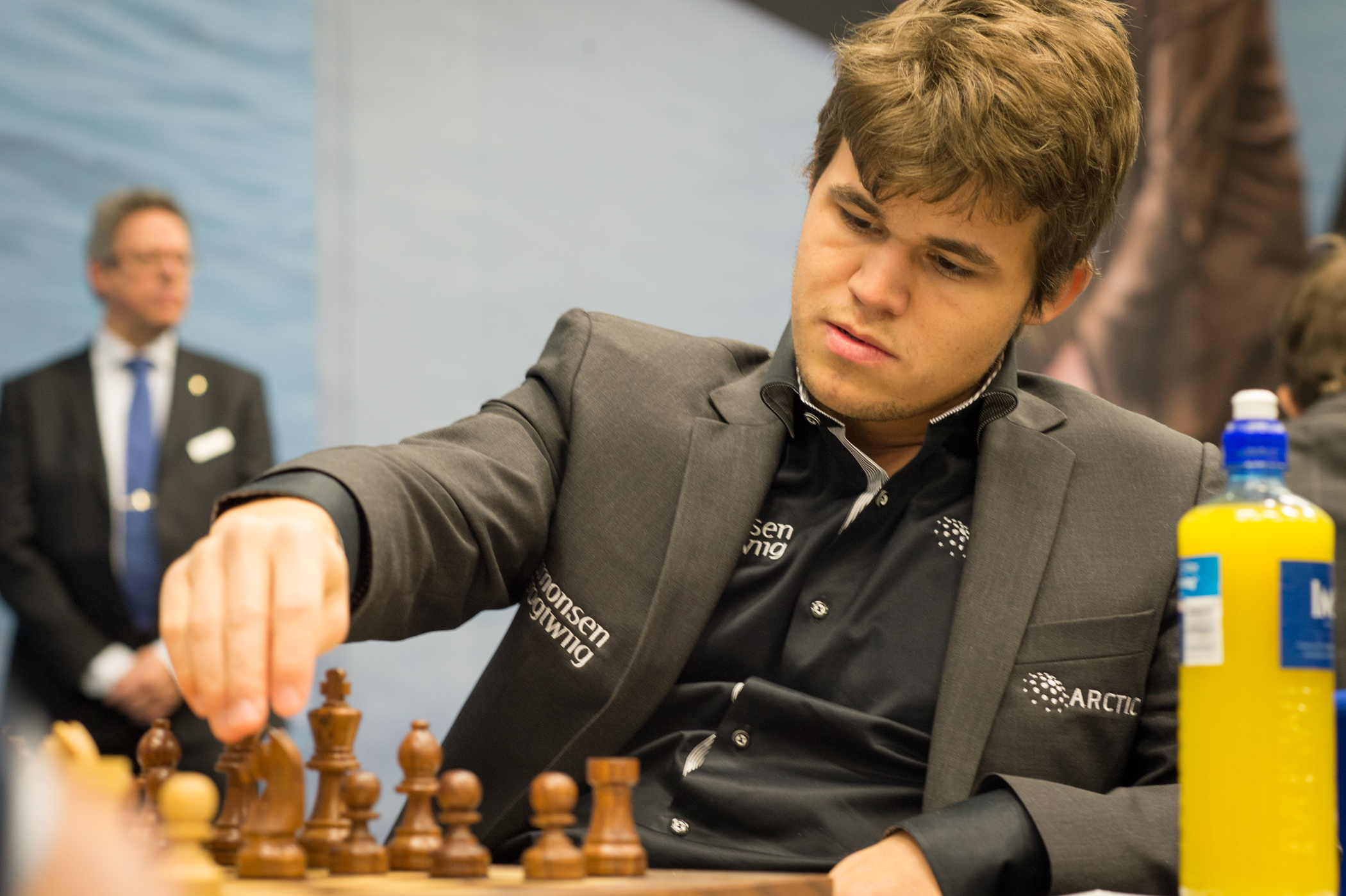
Вейк-ан-Зеє, 2013 рік

У січні 2013 року Магнус здобув упевнену перемогу на ТАТА Стіл турнірі, що проходив в місті Вейк-ан-Зеє (Нідерланди), набравши 10 очок з 13 можливих (+7-0=6) та випередивши найближчого переслідувача Левона Ароняна на 1,5 очка.
У березні 2013 року Карлсен взяв участь в турнірі претендентів за право зіграти в матчі за шахову корону проти чемпіона світу Віші Ананда. В двоколовому турнірі за участі 8 шахістів Магнус, набравши однакову кількість очок з росіянином Володимиром Крамником, випередив його за рахунок більшої кількості перемог, та посів перше місце з результатом 8,5 очок з 14 можливих (+5-2=7).
У травні 2013 року Магнус Карлсен посів 2-ге місце на домашньому турнірі Norway Chess 2013, що проходив в місті Ставангер, відставши від переможця турніру Сергія Карякіна на пів-очка. Результат Магнуса 5,5 з 9 очок (+3-1=5), турнірний перфоменс — 2834.
У червні 2013 року Карлсен посів 2-ге місце на супертурнірі 22 категорії Меморіал Таля, відставши від переможця турніру Бориса Гельфанда на пів-очка. Результат Магнуса 5,5 з 9 очок (+3-1=5), турнірний перфоменс — 2847.
У вересні 2013 року, з результатом 4½ очка з 6 можливих (+3-0=3), Магнус переміг на турнірі чотирьох Sinquefield Cup 2013, що проходив в Сент-Луїсі, випередивши на 1 очко Хікару Накамуру. Турнірний перфоменс Карлсена становив 2966 очок.
У листопаді 2013 року Магнус Карлсен став новим чемпіоном світу з шахів, обігравши в матчі за звання чемпіона світу індійського гросмейстера Вішванатана Ананда з рахунком 6½ на 3½ очка (+3-0=7).

### 2014
У лютому 2014 року Карлсен переміг на турнірі XXIII категорії, що проходив в Цюриху. Набравши 8 з 10 очок в класичні шахи (1 місце) та 2 очки з 5 можливих в швидкі шахи (4 місце), Магнус за сумою двох дисциплін на 1 очко випередив найближчих переслідувачів Левона Ароняна та Фабіано Каруану.
У березні 2014 року Магнус Карлсен оновив рекорд найвищого рейтингу за історію (не враховуючи інфляції) до показника 2881 очка.
У квітні 2014 року з результатом 6½ з 10 можливих очок (+5-2=3) став переможцем турніру XXII категорії «Меморіал Вугара Гашимова».
На початку червня 2014 року Магнус Карлсен повторив торішній виступ, посівши 2-ге місце на домашньому турнірі Norway Chess 2014, що проходив в місті Ставангер, відставши від вже дворазового переможця турніру Сергія Карякіна на пів-очка. Результат Магнуса 5,5 з 9 очок (+2-0=7), турнірний перфоменс — 2841.
Наприкінці червня 2014 року Магнус Карлсен переміг на чемпіонаті світу з швидких шахів (рапід) і чемпіонаті світу з бліцу, які проходили в Дубаї. У турнірі зі швидких шахів Магнус набрав 11 очок з 15 можливих (+8-1=6), випередивши найближчих переслідувачів Фабіано Каруану, Віші Ананда, Левона Ароняна, Олександра Морозевича на пів-очка. А в турнірі з бліцу Магнус, набравши 17 очок з 21 можливого (+14-1=6), випередив Хікару Накамуру та Яна Непомнящого на 1 очко.
У серпні 2014, виступаючи на першій дошці в Шаховій олімпіаді, що проходила в Тромсе, Магнус показав посередній результат, набравши 6 очок з 9 можливих (+5-2=2), а збірна Норвегії посіла 29 місце серед 177 країн.
У вересні 2014 року, набравши 5½ очок з 10 можливих (+2-1=7), Карлсен посів 2 місце в турнірі з найвищою в історії XXIII категорією «The 2014 Sinquefield Cup», що проходив в Сент-Луїсі. При цьому він поступився переможцеві турніру Фабіано Каруані аж 3 очками.
У листопаді 2014 року Магнус Карлсен захистив титул чемпіона світу з шахів, обігравши в матчі за звання чемпіона світу індійського гросмейстера Вішванатана Ананда з рахунком 6½ на 4½ очка (+3-1=7).

### 2015
2015 рік Магнус Карлсен розпочав з перемоги на турнірі XX категорії, що проходив у Вейк-ан-Зеє. Набравши 9 очок з 13 можливих (+6-1=6), Магнус випередив на ½ очка чотирьох своїх переслідувачів, серед яких: Максим Ваш'є-Лаграв, Аніш Гірі, Веслі Со та Дін Ліжень.
У лютому 2015 року знову став переможцем турніру XX категорії за участі 8 шахістів, що проходив в Баден-Бадені. Набравши 4½ очка з 7 можливих (+3-1=3), Магнус розділив 1-2 місце з німцем Аркадієм Найдічем, та на тай-брейку (матч за 1 місце) зумів переграти його з рахунком 3 — 2.
У квітні 2015 року вдруге поспіль став переможцем «Меморіалу Вугара Гашимова». Його результат 7 очок з 9 можливих (+5-0=4).
У червні 2015 року, набравши 3½ очки з 9 можливих (+2-4=3), Карлсен розділив лише 7-8 місця на домашньому турнірі Norway Chess 2015, що проходив в місті Ставангер. Це був перший з трьох турнірів Grand Chess Tour у 2015 році.
На початку вересня 2015 року Магнус посів 2-ге місце на турнірі «The 2015 Sinquefield Cup» (другий етап Grand Chess Tour), що проходив у Сент-Луїсі. Його результат — 5 очок з 9 можливих (+3-2=4).
У жовтні 2015 року на чемпіонаті світу зі швидких та блискавичних шахів, що проходив у Берліні, Магнус посів:
 — 1 місце на турнірі зі швидких шахів, набравши 11½ з 15 очок (+8-0=7),
 — 6 місце на турнірі з блискавичних шахів, набравши 14 з 21 очка (+11-4=6).
У листопаді 2015 року в складі збірної Норвегії посів 21 місце на командному чемпіонаті Європи, що проходив у Рейк'явіку. Набравши 3½ з 7 очок (+2-2=3), Магнус посів лише 16 місце серед шахістів, які виступали на першій шахівниці..
У грудні 2015 року Магнус тріумфував одразу на двох турнірах, зокрема на турнірі «London Chess Classic 2015», що дало змогу йому з 26 очками стати першим за підсумками серії турнірів «Grand Chess Tour 2015», випередивши найближчого переслідувача Аніша Гірі на 3 очки, а також на турнірі «Qatar Masters Open 2015».

### 2016
У січні 2016 року Магнус вп'яте став переможцем турніру 20-ї категорії, що проходив у Вейк-ан-Зеє. Набравши 9 очок з 13 можливих (+5-0=8), він випередив на 1 очко Фабіано Каруану та Дін Ліженя.
У квітні 2016 року вперше став переможцем щорічного турніру «Altibox Norway Chess 2016». Набравши 6 очок з 9 можливих (+4-1=4), Магнус Карлсен на ½ очка випередив вірменського шахіста Левона Ароняна.
У липні 2016 року з результатом 17 очок з 30 можливих (+4-1=5) посів 1 місце на турнірі 22 категорії «Grand Slam Masters Final», що проходив у Більбао.
У вересні 2016 року в складі збірної Норвегії посів 5-те місце на шаховій олімпіаді, що проходила в Баку. Набравши 7½ з 10 можливих очок (+5-0=5), Магнус показав 6-й результат (турнірний перформанс — 2805 очка) серед шахістів, які виступали на 1-й шахівниці.
У листопаді 2016-го захистив звання чемпіона світу з шахів: виграв матч за світову корону в претендента на титул Сергія Карякіна з Росії. Доля матчу, що закінчився в Нью-Йорку (США), вирішилася на тайбрейку. Після 12 класичних партій зберігався паритет. А шахові «пенальті» ліпше виконав 15-й чемпіон світу. Перша і друга партії тайбрейку закінчилися внічию. Третю й четверту партії в рапід виграв Карлсен. Рахунок 3:1.
У грудні 2016 року на чемпіонаті світу зі швидких та блискавичних шахів, що проходив у м. Доха (Катар), Магнус посів:
 — 3-тє місце на турнірі зі швидких шахів, набравши 11 з 15 очок (+10-3=2),
 — 2-ге місце на турнірі з блискавичних шахів, набравши 16½ з 21 очка (+14-2=5).

### 2017
У січні 2017 року з результатом 8 очок з 13 можливих (+4-1=8) посів 2-ге місце (після Веслі Со) на турнірі 21-ї категорії, що проходив у Вейк-ан-Зеє.
У квітні 2017 року розділив 2-3 місця на турнірі «GRENKE Chess Classic», що проходив у Карлсруе та Баден-Бадені. Його результат 4 очка з 7 можливих (+1=6-0).
У червні 2017 року набравши 4 очка з 9 можливих (+1-2=6) розділив 7-9 місця щорічного турніру «Altibox Norway Chess 2017». Крім того, Карлсен став переможцем першого етапу «Grand Chess Tour», що проходив у Парижі з 21 по 25 червня у форматі швидких та блискавичних шахів. У турнірі зі швидких шахів, набравши 14 очок з 18 можливих (+5-0=4), Магнус посів 1-ше місце, у турнірі з блискавичних шахів з результатом 10 з 18 очок (+8-6=4) розділив 4-5 місця. За підсумками двох турнірів Карлсен та Максим Ваш'є-Лаграв набрали по 24 очки, переможець етапу визначався на тай-брейку в якому з рахунком 1½-½ очка переміг Магнус Карлсен.
У червні-липні 2017 року Карлсен став переможцем другого етапу «Grand Chess Tour», що проходив у Левені в форматі швидких та блискавичних шахів. У турнірі зі швидких шахів, набравши 11 очок з 18 можливих (+3-1=6), Магнус посів 3-тє місце, у турнірі з блискавичних шахів 1-ше місце з результатом 14½ з 18 очок (+12-1=5). Загалом здобувши 25½ очок за підсумками двох турнірів норвежець на 3 очки випередив найближчого переслідувача Веслі Со.
У серпні 2017 року розділив 2-3 місця на турнірі «The 2017 Sinquefield Cup», що проходив у Сент-Луїсі. Його результат — 5½ очок з 9 можливих (+3-1=5).
У вересні 2017 року дійшов до 1/16 фіналу на кубку світу ФІДЕ, де поступився китайському шахісту Бу Сянчжі з рахунком ½ на 1½ очка.
На початку жовтня 2017 року з результатом 7½ очок з 9 можливих (+6-0=3) переміг на міжнародному турнірі, що проходив на острові Мен.
У грудні 2017 року Магнус розділив 3-5 місця на турнірі «London Chess Classic 2017». Цей результат забезпечив йому 1 місце за підсумками серії турнірів «Grand Chess Tour 2017», норвежець випередив найближчого переслідувача Максима Ваш'є-Лаграва на 3 очки (41 проти 38).
В останні дні 2017 року на чемпіонаті світу зі швидких та блискавичних шахів, що проходив у Ер-Ріяді (Саудівська Аравія), Магнус посів:
 — 5-те місце на турнірі зі швидких шахів, набравши 10 з 15 очок (+8-3=4),
 — 1-ше місце на турнірі з блискавичних шахів, набравши 16 очок з 21 можливого (+13-2=6).

### 2018
У січні 2018 року Магнус Карлсен вшосте став переможцем турніру, що проходив у Вейк-ан-Зее. Набравши разом з Анішем Гірі однакову кількість очок по 9 з 13 можливих (+5-0=8), норвежець переміг останнього на тай-брейку з рахунком 1½ на ½ очка.
У квітні 2018 року Карлсен з результатом 5½ з 9 очок (+2-0=7) посів 2-ге місце на турнірі «Grenke Chess Classic» (Карлсруе, Баден-Баден), а також, набравши 6 очок з 9 можливих (+3-0=6), втретє став переможцем «Меморіалу Вугара Гашимова».
У червні 2018 року розділив 2-4 місця на турнірі 22 категорії «Altibox Norway Chess 2018», його результат 4½ очки з 8 можливих (+2-1=5).
У липні 2018 року посів 2-ге місце на турнірі 20 категорії «ACCENTUS Grandmaster Tournament», що проходив у місті Біль (Швейцарія). Результат Магнуса — 6 з 10 очок (+3-1=6).
У серпні 2018 року з результатом 5½ з 9 очок (+2-0=7) розділив 1-3 місця на турнірі «The 2018 Sinquefield Cup», що проходив у Сент-Луїсі.
У листопаді 2018 року захистив звання чемпіона світу з шахів: виграв матч за світову корону в претендента на титул американця Фабіано Каруани. Доля матчу, що закінчився в Нью-Йорку (США), вирішилася на тайбрейку. Після 12 класичних партій (всі нічиї) зберігався паритет. Карлсен здобув перемогу на тай-брейку з рахунком 3:0.
У грудні 2018 року на чемпіонаті світу зі швидких та блискавичних шахів, що проходив у Санкт-Петербурзі, Карлсен повторив минулорічний результат, зокрема посів:
 — 5-те місце у турнірі зі швидких шахів, набравши 10½ з 15 очок (+9-3=3),
 — 1-ше місце у турнірі з блискавичних шахів, набравши 17 очок з 21 можливого (+13-0=8).

### 2019

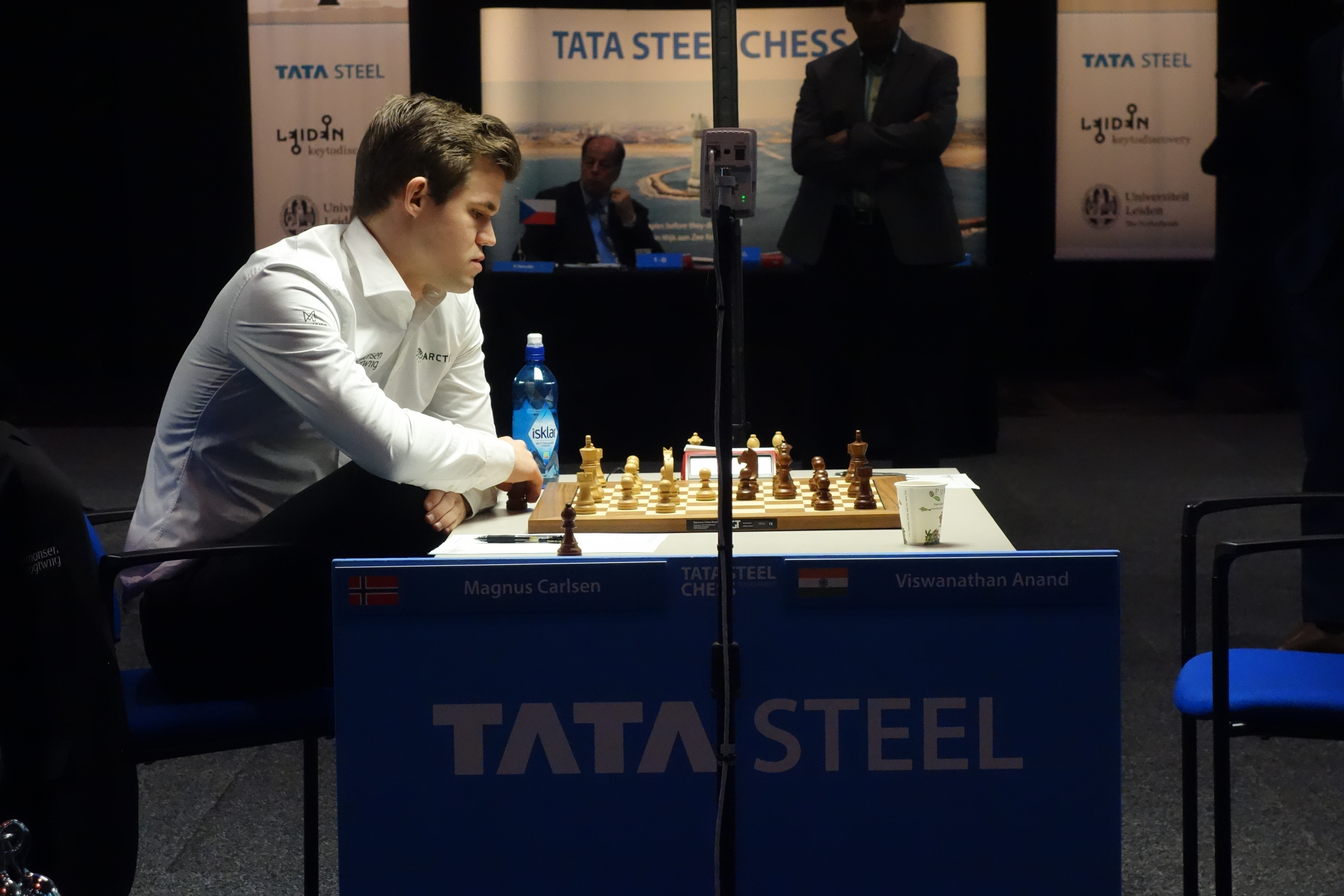
Магнус Карлсен — семиразовий тріумфатор Вейк-ан-Зеє

У січні 2019 року Магнус Карлсен з результатом 9 з 13 можливих очок (+5-0=8) всьоме став переможцем турніру, що проходив у Вейк-ан-Зее.
У квітні 2019 року норвежець став переможцем двох турнірів, зокрема:

 — вчетверте переміг на «Меморіалі Вугара Гашимова», набравши 7 очок з 9 (+5-0=4) та випередивши найближчих переслідувачів Діна Ліженя та Сергія Карякіна на 2 очки.

 — вдруге переміг на турнірі «Grenke Chess Classic», набравши 7½ очок з 9 (+6-0=3) та 1½ очка випередивши Фабіано Каруану.
У травні 2019 року норвежець здобув перемогу на 1-му етапі «Grand Chess Tour 2019», що проходив в Абіджані у форматі швидких та блискавичних шахів.
У червні 2019 року Карлсен вдруге став переможцем домашнього турніру Altibox Norway Chess 2019, що проходив у Ставангері.
У липні 2019 року став переможцем 2-го етапу «Grand Chess Tour 2019», що проходив в Загребі. Результат норвежця 8 з 11 можливих очок (+5-0=6).
У серпні 2019 року посів 2-ге місце на турнірі «The 2019 Sinquefield Cup», що проходив у Сент-Луїсі. Набравши однакову кількість очок з Дін Ліженем по 6½ (+2-0=9), Карлсен поступився китайському шахісту на тай-брейку з рахунком 1-3.
У жовтні 2019 року з результатом 7½ очок з 11 (+4-0=7) посів 6-те місце на турнірі «Grand Swiss ФІДЕ 2019».
У листопаді 2019 року Магнус став віце-чемпіоном світу із шахів 960 (шахи Фішера) програвши у фіналі чемпіонату світу Веслі Со з рахунком 2½—13½. А також переміг на 7-му етапі «Grand Chess Tour 2019», що проходив в Колкаті у форматі швидких та блискавичних шахів.
У грудні 2019 року норвежець посів 3-тє місце на турнірі «2019 GCT Finals In London», а також за підсумками серії турнірів «Grand Chess Tour 2019».
Наприкінці грудня 2019 року на чемпіонаті світу зі швидких та блискавичних шахів, що проходив у Москві, норвежець посів:
 — 1-ше місце у турнірі зі швидких шахів, набравши 11½ з 15 очок (+8-0=7),
 — 1-ше місце у турнірі з блискавичних шахів, набравши 16½ очок з 21 можливого (+13-1=7).

### 2020
У січні 2020 року Магнус Карлсен з результатом 8 з 13 очок (+3-0=10) посів 2-ге місце на турнірі «Tata Steel Chess Tournament», що проходив у Вейк-ан-Зеє.
Під час пандемії коронавірусної хвороби організував Magnus Carlsen Invitational, де у фіналі переміг Хікару Накамура. Також цього року переміг на восьмому Norway Chess.

### 2021
У матчі за звання чемпіона світу із шахів 2021 Карлсен захистив титул чемпіона світу.

### 2022
20 липня 2022 року заявив, що не буде грати із росіянином Яном Непомнящим.. Для визначення нового чемпіона буде проведено матч між Яном Непомнящим і Дін Ліженем, які зайняли перше і друге місця в турнірі претендентів 2022 року.

### 2023
У грудні Карлсен став чемпіоном світу з бліцу, всьоме вигравши чемпіонат світу з «блискавичних шахів».

## Переможець турнірів

### 2007
Перемоги (1 турнір)
- Біль з результатом 5½ з 9, категорія турніру — XVIII (2679)

### 2009
Перемоги (1 турнір)
- London Chess Classic 2009 з результатом 13 з 21, категорія турніру — XVIII (2696)

### 2010
Перемоги (1 турнір)
- London Chess Classic 2010 з результатом 13 з 21, категорія турніру — XIX (2724)

### 2011
Перемоги (4 турніри)
- Kings Tournament з результатом 6½ з 10, категорія турніру — XXI (2758)
- Біль з результатом 19 з 30, категорія турніру — XIX (2709)
- Grand Slam Final 2011 з результатом 15 з 30, категорія турніру — XXII (2780)
- Меморіал Таля з результатом 5½ з 10, категорія турніру — XXII (2776)

### 2012
Перемоги (3 турніри)
- Меморіал Таля з результатом 5½ з 9, категорія турніру — XXII (2776)
- Grand Slam Final 2012 з результатом 17 з 30, категорія турніру — XXII (2781,5)
- London Chess Classic з результатом 18 з 27, категорія турніру — XXI (2752)

2-місце:
- Біль з результатом 18 з 30, категорія турніру — XX (2749)

### 2013
Перемоги (3 турніри)
- Вейк-ан-Зеє з результатом 10 з 13 очок, категорія турніру — XX (2732)
- Лондон (турнір претендентів) з результатом 8½ з 14 очок, категорія турніру — XXII (2787)
- Sinquefield Cup 2013 (Сент-Луїс) з результатом 4½ з 6 очок, категорія турніру — XXII (2797), перфоманс — 2966.

2-місце:
- Norway Chess 2013 з результатом 5½ з 9 очок, категорія турніру — XXI (2766)
- Меморіал Таля з результатом 5½ з 9 очок, категорія турніру — XXII (2777)

### 2014
Перемоги (4 турніри)
- Цюрих з результатом 10 з 15 очок, в тому числі класичні шахи з результатом 8 з 10 очок, категорія турніру — XXIII (2801), перфоменс — 3027
- Меморіал Вугара Гашимова з результатом 6½ з 10 очок, категорія турніру — XXII (2780)
- Чемпіонат світу з рапіду з результатом 11 з 15 очок
- Чемпіонат світу з бліцу з результатом 17 з 21 очка

2-місце:
- Norway Chess 2014 з результатом 5½ з 9 очок, категорія турніру — XXI (2774)
- «The 2014 Sinquefield Cup» з результатом 5½ з 10 очок, категорія турніру — XXIII (2801)

### 2015
Перемоги (6 турнірів)
- Вейк-ан-Зеє з результатом 9 з 13 очок, категорія турніру — XX (2746), перфоманс — 2877
- Grenke Chess Classic (Баден-Баден) з результатом 4½ з 7 очок, категорія турніру — XX (2749), перфоманс — 2836
- Меморіал Вугара Гашимова з результатом 7 з 9 очок, категорія турніру — XXI (2773), перфоманс — 2981
- Чемпіонат світу з рапіду з результатом 11½ з 15 очок, перфоманс — 2917
- London Chess Classic 2015 з результатом 5½ з 9, категорія турніру — XXII (2784), перфоманс — 2856
- «Qatar Masters Open 2015» з результатом 7 з 9, опен-турнір, перфоманс — 2887

2-місце:
- «The 2015 Sinquefield Cup» з результатом 5 з 9 очок, категорія турніру — XXII (2794), перфоманс — 2827

### 2016
Перемоги (4 турніри)
- Вейк-ан-Зеє з результатом 9 з 13 очок, категорія турніру — XX (2747,5), перфоманс — 2880
- «Altibox Norway Chess» з результатом 6 з 9 очок, категорія турніру — XXI (2770), перфоманс — 2884
- «Grand Slam Masters Final» з результатом 17 з 30 очок, категорія турніру — XXII (2777,7)
- У листопаді 2016 року захистив титул чемпіона світу в матчі з Сергієм Карякіним.

2-місце:
- Чемпіонат світу з бліцу з результатом 16½ з 21 очка, перфоманс — 2959

### 2017
Перемоги (4 турніри)
- Перший етап «Grand Chess Tour» (Париж) з результатом 24 з 36 очок
- Другий етап «Grand Chess Tour» (Левен) з результатом 25½ з 36 очок
- Міжнародний опен-турнір (Острів Мен) з результатом 7½ з 9 очок
- Чемпіонат світу з бліцу з результатом 16 з 21 очка, перфоманс — 2924

2-місце:
- Вейк-ан-Зеє з результатом 8 з 13 очок, категорія турніру — XXI (2751,1), перфоманс — 2826
- «GRENKE Chess Classic» (Карлсруе, Баден-Баден) з результатом 4 з 7 очок, категорія турніру — XX (2729,7), перфоманс — 2765
- «The 2017 Sinquefield Cup» з результатом 5½ з 9 очок, категорія турніру — XXII (2788), перфоманс — 2864

### 2018
Перемоги (4 турніри)
- Вейк-ан-Зеє з результатом 9 з 13 очок, категорія турніру — XX (2750,3), перфоманс — 2885
- Меморіал Вугара Гашимова з результатом 6 з 9 очок, категорія турніру — XXI (2768), перфоманс — 2885
- «The 2018 Sinquefield Cup» з результатом 5½ з 9 очок, категорія турніру — XXII (2787), перфоманс — 2861
- Чемпіонат світу з бліцу з результатом 17 з 21 очка, перфоманс — 2962

2-місце:
- «GRENKE Chess Classic» (Карлсруе, Баден-Баден) з результатом 5½ з 9 очок, категорія турніру — XX (2735,5), перфоманс — 2804
- «Altibox Norway Chess» з результатом 4½ з 8 очок, категорія турніру — XXII (2791), перфоманс — 2827
- Біль з результатом 6 з 10, категорія турніру — XX (2740)

### 2019
Перемоги (9 турнірів)
- Вейк-ан-Зеє з результатом 9 з 13 очок, категорія турніру — XXI (2753,3), перфоманс — 2888
- Меморіал Вугара Гашимова з результатом 7 з 9 очок, категорія турніру — XXII (2778), перфоманс — 2991
- «Grenke Chess Classic» (Карлсруе, Баден-Баден) з результатом 7½ з 9 очок, категорія турніру — XIX (2724,1), перфоманс — 2994
- 1-й етап «Grand Chess Tour 2019» (Абіджан) (рапід/бліц)
- «Altibox Norway Chess» з результатом 13½ з 18 очок, категорія турніру — XXII (2783)
- 2-й етап «Grand Chess Tour 2019» (Загреб) з результатом 8 з 11 очок, категорія турніру — XXII (2781), перфоманс — 2948
- 7-й етап «Grand Chess Tour 2019» (Колката) (рапід/бліц)
- Чемпіонат світу з рапіду з результатом 11½ з 15 очка, перфоманс — 2920
- Чемпіонат світу з бліцу з результатом 16½ з 21 очка, перфоманс — 2943

2-місце:
- «The 2019 Sinquefield Cup» з результатом 6½ з 11 очок, категорія турніру — XXII (2783)
- Чемпіонат світу із шахів Фішера

### 2020
2-місце:
- Вейк-ан-Зеє з результатом 8 з 13 очок, категорія турніру — XX (2739,8), перфоманс — 2818

### 2024
У лютому Карлсен взяв участь у змаганні Champions Chess Tour Chessable Masters, де виграв гранд-фінал за приз у 30 000 доларів.

### Конфлікти
27 грудня 2024 р., після шостого раунду Чемпіонату світу зі швидких шахів, Карлсен був попереджений і оштрафований на 200 доларів США за носіння джинсів. Він відмовився змінити джинси після того, як йому дали можливість змінити одяг, через що йому не дали пари на дев’ятий раунд. Він відмовився від участі в турнірах Rapid та World Blitz Chess Championship, зазначивши в інтерв’ю:  "Якщо ніхто не хоче йти на поступки... поїду туди, де погода приємніша", — заявив чемпіон, залишаючи Нью-Йорк.
Однак у неділю ситуація змінилася: керівництво ФІДЕ пом'якшило дрес-код, дозволивши гравцям носити відповідні джинси в поєднанні з піджаком.  29 грудня, після послаблення дрес-коду, Карлсен скасував своє рішення і оголосив, що візьме участь у бліц-турнірі. Президент Міжнародної федерації шахів Аркадій Дворкович визнав, що цей інцидент привернув увагу до важливості здатності організації адаптуватися до «змінного характеру шахів як глобального та доступного виду спорту» щодо застосування його правил.

## Динаміка зміни рейтингу серед 100 найкращих шахістів
| Рейтинг Магнуса Карлсена      | Рейтинг Магнуса Карлсена | Рейтинг Магнуса Карлсена | Рейтинг Магнуса Карлсена | Рейтинг Магнуса Карлсена | Рейтинг Магнуса Карлсена |
| Дата                          | Рейтинг                  | К-ть партій              | Зміна                    | Місце в рейтингу         | Вік                      |
| ----------------------------- | ------------------------ | ------------------------ | ------------------------ | ------------------------ | ------------------------ |
| Січень 2006                   | 2625                     | 40                       | +55                      | 89                       | 15 років, 01 місяць      |
| Квітень 2006                  | 2646                     | 13                       | +21                      | 63                       | 15 років, 04 місяці      |
| Липень 2006                   | 2675                     | 27                       | +29                      | 31                       | 15 років, 07 місяців     |
| Жовтень 2006                  | 2698                     | 46                       | +23                      | 21                       | 15 років, 10 місяців     |
| Січень 2007                   | 2690                     | 11                       | −8                       | 24                       | 16 років, 01 місяць      |
| Квітень 2007                  | 2693                     | 27                       | +3                       | 22                       | 16 років, 04 місяці      |
| Липень 2007                   | 2710                     | 19                       | +17                      | 17                       | 16 років, 07 місяців     |
| Жовтень 2007                  | 2714                     | 25                       | +4                       | 16                       | 16 років, 10 місяців     |
| Січень 2008                   | 2733                     | 37                       | +19                      | 13                       | 17 років, 01 місяць      |
| Квітень 2008                  | 2765                     | 27                       | +32                      | 5                        | 17 років, 04 місяці      |
| Липень 2008                   | 2775                     | 16                       | +10                      | 6                        | 17 років, 07 місяців     |
| Жовтень 2008                  | 2786                     | 31                       | +11                      | 4                        | 17 років, 10 місяців     |
| Січень 2009                   | 2776                     | 17                       | −10                      | 4                        | 18 років, 01 місяць      |
| Квітень 2009                  | 2770                     | 27                       | −6                       | 3                        | 18 років, 04 місяці      |
| Липень 2009                   | 2772                     | 12                       | +2                       | 3                        | 18 років, 07 місяців     |
| Вересень 2009                 | 2772                     | 10                       | 0                        | 4                        | 18 років, 09 місяців     |
| Листопад 2009                 | 2801                     | 10                       | +29                      | 2                        | 18 років, 11 місяців     |
| Січень 2010                   | 2810                     | 16                       | +9                       | 1                        | 19 років, 01 місяць      |
| Березень 2010                 | 2813                     | 13                       | +3                       | 1                        | 19 років, 03 місяці      |
| Травень 2010                  | 2813                     | 0                        | 0                        | 1                        | 19 років, 05 місяців     |
| Липень 2010                   | 2826                     | 10                       | +13                      | 1                        | 19 років, 07 місяців     |
| Вересень 2010                 | 2826                     | 0                        | 0                        | 1                        | 19 років, 09 місяців     |
| Листопад 2010                 | 2802                     | 14                       | −24                      | 2                        | 19 років, 11 місяців     |
| Січень 2011                   | 2814                     | 17                       | +12                      | 1                        | 20 років, 01 місяць      |
| Березень 2011                 | 2815                     | 13                       | +1                       | 2                        | 20 років, 03 місяці      |
| Травень 2011                  | 2815                     | 0                        | 0                        | 2                        | 20 років, 05 місяців     |
| Липень 2011                   | 2821                     | 10                       | +6                       | 1                        | 20 років, 07 місяців     |
| Вересень 2011                 | 2823                     | 10                       | +2                       | 1                        | 20 років, 09 місяців     |
| Листопад 2011                 | 2826                     | 10                       | +3                       | 1                        | 20 років, 11 місяців     |
| Січень 2012                   | 2835                     | 18                       | +9                       | 1                        | 21 рік, 01 місяць        |
| Березень 2012                 | 2835                     | 13                       | 0                        | 1                        | 21 рік, 03 місяці        |
| Травень 2012                  | 2835                     | 0                        | 0                        | 1                        | 21 рік, 05 місяці        |
| Липень 2012                   | 2837                     | 9                        | +2                       | 1                        | 21 рік, 07 місяці        |
| Серпень 2012                  | 2837                     | 0                        | 0                        | 1                        | 21 рік, 08 місяців       |
| Вересень 2012                 | 2843                     | 10                       | +6                       | 1                        | 21 рік, 9 місяців        |
| Жовтень 2012                  | 2843                     | 0                        | 0                        | 1                        | 21 рік, 10 місяців       |
| Листопад 2012                 | 2848                     | 10                       | +5                       | 1                        | 21 рік, 11 місяців       |
| Грудень 2012                  | 2848                     | 0                        | 0                        | 1                        | 22 роки                  |
| Січень 2013                   | 2861                     | 8                        | +13                      | 1                        | 22 роки, 1 місяць        |
| Лютий 2013                    | 2872                     | 13                       | +11                      | 1                        | 22 роки, 2 місяці        |
| Березень 2013                 | 2872                     | 0                        | 0                        | 1                        | 22 роки, 3 місяці        |
| Квітень 2013                  | 2872                     | 0                        | 0                        | 1                        | 22 роки, 4 місяці        |
| Травень 2013                  | 2868                     | 14                       | −4                       | 1                        | 22 роки, 5 місяців       |
| Червень 2013                  | 2864                     | 9                        | −4                       | 1                        | 22 роки, 6 місяців       |
| Липень 2013                   | 2862                     | 9                        | −2                       | 1                        | 22 роки, 7 місяців       |
| Серпень 2013                  | 2862                     | 0                        | 0                        | 1                        | 22 роки, 8 місяців       |
| Вересень 2013                 | 2862                     | 0                        | 0                        | 1                        | 22 роки, 9 місяців       |
| Жовтень 2013                  | 2870                     | 6                        | +8                       | 1                        | 22 роки, 10 місяців      |
| Листопад 2013                 | 2870                     | 0                        | 0                        | 1                        | 22 роки, 11 місяців      |
| Грудень 2013                  | 2872                     | 10                       | +2                       | 1                        | 23 роки                  |
| Січень 2014                   | 2872                     | 0                        | 0                        | 1                        | 23 роки, 1 місяць        |
| Лютий 2014                    | 2872                     | 0                        | 0                        | 1                        | 23 роки, 2 місяці        |
| Березень 2014                 | 2881                     | 5                        | +9                       | 1                        | 23 роки, 3 місяці        |
| Квітень 2014                  | 2881                     | 0                        | 0                        | 1                        | 23 роки, 4 місяці        |
| Травень 2014                  | 2882                     | 1                        | +1                       | 1                        | 23 роки, 5 місяців       |
| Червень 2014                  | 2881                     | 10                       | -1                       | 1                        | 23 роки, 6 місяців       |
| Липень 2014                   | 2877                     | 9                        | -4                       | 1                        | 23 роки, 7 місяців       |
| Серпень 2014                  | 2877                     | 0                        | 0                        | 1                        | 23 роки, 8 місяців       |
| Вересень 2014                 | 2870                     | 9                        | -7                       | 1                        | 23 роки, 9 місяців       |
| Жовтень 2014                  | 2863                     | 10                       | -7                       | 1                        | 23 роки, 10 місяців      |
| Листопад 2014                 | 2863                     | 0                        | 0                        | 1                        | 23 роки, 11 місяців      |
| Грудень 2014                  | 2862                     | 11                       | -1                       | 1                        | 24 роки                  |
| Січень 2015                   | 2862                     | 0                        | 0                        | 1                        | 24 роки 1 місяць         |
| Лютий 2015                    | 2865                     | 13                       | +3                       | 1                        | 24 роки 2 місяці         |
| Березень 2015                 | 2863                     | 7                        | -2                       | 1                        | 24 роки 3 місяці         |
| Квітень 2015                  | 2863                     | 0                        | 0                        | 1                        | 24 роки 4 місяці         |
| Травень 2015                  | 2876                     | 9                        | +13                      | 1                        | 24 роки 5 місяців        |
| Червень 2015                  | 2876                     | 0                        | +13                      | 1                        | 24 роки 6 місяців        |
| Липень 2015                   | 2853                     | 9                        | -23                      | 1                        | 24 роки 7 місяців        |
| Серпень 2015                  | 2853                     | 0                        | 0                        | 1                        | 24 роки 8 місяців        |
| Вересень 2015                 | 2853                     | 0                        | 0                        | 1                        | 24 роки 9 місяців        |
| Жовтень 2015                  | 2850                     | 9                        | -3                       | 1                        | 24 роки 10 місяців       |
| Листопад 2015                 | 2850                     | 0                        | 0                        | 1                        | 24 роки 11 місяців       |
| Грудень 2015                  | 2834                     | 7                        | -16                      | 1                        | 25 років                 |
| Січень 2016                   | 2844                     | 18                       | +10                      | 1                        | 25 років 1 місяць        |
| Лютий 2016                    | 2844                     | 0                        | 0                        | 1                        | 25 років 2 місяці        |
| Березень 2016                 | 2851                     | 13                       | +7                       | 1                        | 25 років 3 місяці        |
| Квітень 2016                  | 2851                     | 0                        | 0                        | 1                        | 25 років 4 місяці        |
| Травень 2016                  | 2851                     | 0                        | 0                        | 1                        | 25 років 5 місяців       |
| Червень 2016                  | 2855                     | 9                        | +4                       | 1                        | 25 років 6 місяців       |
| Липень 2016                   | 2855                     | 0                        | 0                        | 1                        | 25 років 7 місяців       |
| Серпень 2016                  | 2857                     | 10                       | +2                       | 1                        | 25 років 8 місяців       |
| Вересень 2016                 | 2857                     | 0                        | 0                        | 1                        | 25 років 9 місяців       |
| Жовтень 2016                  | 2853                     | 10                       | -4                       | 1                        | 25 років 10 місяців      |
| Листопад 2016                 | 2853                     | 0                        | 0                        | 1                        | 25 років 11 місяців      |
| Грудень 2016                  | 2840                     | 12                       | -13                      | 1                        | 26 років                 |
| Січень 2017                   | 2840                     | 0                        | 0                        | 1                        | 26 років 1 місяць        |
| Лютий 2017                    | 2838                     | 13                       | +2                       | 1                        | 26 років 2 місяці        |
| Березень 2017                 | 2838                     | 0                        | 0                        | 1                        | 26 років 3 місяці        |
| Квітень 2017                  | 2838                     | 0                        | 0                        | 1                        | 26 років 4 місяці        |
| Травень 2017                  | 2832                     | 7                        | -6                       | 1                        | 26 років 5 місяців       |
| Червень 2017                  | 2832                     | 0                        | 0                        | 1                        | 26 років 6 місяців       |
| Липень 2017                   | 2822                     | 9                        | -10                      | 1                        | 26 років 7 місяців       |
| Серпень 2017                  | 2822                     | 0                        | 0                        | 1                        | 26 років 8 місяців       |
| Вересень 2017                 | 2827                     | 9                        | +5                       | 1                        | 26 років 9 місяців       |
| Жовтень 2017                  | 2826                     | 6                        | -1                       | 1                        | 26 років 10 місяців      |
| Листопад 2017                 | 2837                     | 9                        | +11                      | 1                        | 26 років 11 місяців      |
| Грудень 2017                  | 2837                     | 0                        | 0                        | 1                        | 27 років                 |
| Січень 2018                   | 2834                     | 9                        | -3                       | 1                        | 27 років 1 місяць        |
| Лютий 2018                    | 2843                     | 13                       | +9                       | 1                        | 27 років 2 місяці        |
| Березень 2018                 | 2843                     | 0                        | 0                        | 1                        | 27 років 3 місяці        |
| Квітень 2018                  | 2843                     | 0                        | 0                        | 1                        | 27 років 4 місяці        |
| Травень 2018                  | 2843                     | 18                       | 0                        | 1                        | 27 років 5 місяців       |
| Червень 2018                  | 2843                     | 0                        | 0                        | 1                        | 27 років 6 місяців       |
| Липень 2018                   | 2842                     | 8                        | -1                       | 1                        | 27 років 7 місяців       |
| Серпень 2018                  | 2842                     | 0                        | -1                       | 1                        | 27 років 8 місяців       |
| Вересень 2018                 | 2839                     | 19                       | -3                       | 1                        | 27 років 9 місяців       |
| Жовтень 2018                  | 2839                     | 0                        | 0                        | 1                        | 27 років 10 місяців      |
| Листопад 2018                 | 2835                     | 6                        | -4                       | 1                        | 27 років 11 місяців      |
| Грудень 2018                  | 2835                     | 12                       | 0                        | 1                        | 28 років                 |
| Січень 2019                   | 2835                     | 0                        | 0                        | 1                        | 28 років 1 місяць        |
| Лютий 2019                    | 2845                     | 13                       | +10                      | 1                        | 28 років 2 місяці        |
| Березень 2019                 | 2845                     | 0                        | 0                        | 1                        | 28 років 3 місяці        |
| Квітень 2019                  | 2845                     | 0                        | 0                        | 1                        | 28 років 4 місяці        |
| Травень 2019                  | 2861                     | 9                        | +16                      | 1                        | 28 років 5 місяців       |
| Червень 2019                  | 2875                     | 9                        | +14                      | 1                        | 28 років 6 місяців       |
| Липень 2019                   | 2872                     | 9                        | -3                       | 1                        | 28 років 7 місяців       |
| Серпень 2019                  | 2882                     | 11                       | +10                      | 1                        | 28 років 8 місяців       |
| Вересень 2019                 | 2876                     | 11                       | -6                       | 1                        | 28 років 9 місяців       |
| Жовтень 2019                  | 2876                     | 0                        | 0                        | 1                        | 28 років 10 місяців      |
| Листопад 2019                 | 2870                     | 11                       | -6                       | 1                        | 28 років 11 місяців      |
| Грудень 2019                  | 2872                     | 2                        | +2                       | 1                        | 29 років                 |
| Січень 2020                   | 2872                     | 4                        | 0                        | 1                        | 29 років 1 місяць        |
| Лютий 2020                    | 2862                     | 13                       | -10                      | 1                        | 29 років 2 місяці        |
| Березень 2020                 | 2862                     | 0                        | 0                        | 1                        | 29 років 3 місяці        |
| Квітень 2020                  | 2863                     | 1                        | +1                       | 1                        | 29 років 4 місяці        |
| Травень 2020                  | 2863                     | 0                        | 0                        | 1                        | 29 років 5 місяців       |
| Червень 2020                  | 2863                     | 0                        | 0                        | 1                        | 29 років 6 місяців       |
| * жирним — новий пік рейтингу |                          |                          |                          |                          |                          |

## Зміни рейтингу
| На цьому місці має відображатися графік чи діаграма, однак з технічних причин його відображення наразі вимкнено. Будь ласка, не видаляйте код, який викликає це повідомлення. Розробники вже працюють для того, щоби відновити штатне функціонування цього графіка або діаграми. | |
| | На цьому місці має відображатися графік чи діаграма, однак з технічних причин його відображення наразі вимкнено. Будь ласка, не видаляйте код, який викликає це повідомлення. Розробники вже працюють для того, щоби відновити штатне функціонування цього графіка або діаграми. |